# Dariusz Zalewski
Dariusz Zalewski (ur. 29 stycznia 1974 w Augustowie) – polski duchowny rzymskokatolicki, doktor patrystyki, biskup pomocniczy ełcki od 2022.

## Życiorys
Urodził się 29 stycznia 1974 w Augustowie. W latach 1989–1994 kształcił się w miejscowym Technikum Budowlano-Elektrycznym, gdzie uzyskał świadectwo dojrzałości. W latach 1994–2000 studiował w Wyższym Seminarium Duchownym w Ełku. Na prezbitera został wyświęcony 20 maja 2000 w katedrze św. Wojciecha w Ełku przez miejscowego biskupa diecezjalnego Wojciecha Ziembę. Inkardynowany został do diecezji ełckiej. W latach 2001–2008 kontynuował studia w dziedzinie patrystyki w Instytucie Patrystycznym Augustinianum w Rzymie. W 2010 uzyskał doktorat z patrystyki.
W latach 2000–2001 pracował jako wikariusz w parafii św. Mikołaja w Mikołajkach. W czasie studiów we Włoszech świadczył pomoc duszpasterską w parafii św. Agnieszki w Modenie, a także pełnił funkcję kapelana w poliklinice Umberto I. W 2016 został ustanowiony proboszczem parafii bł. Karoliny Kózkówny w Ełku. W latach 2008–2010 był notariuszem kurii diecezjalnej i rzecznikiem diecezji, w latach 2010–2012 wicekanclerzem kurii diecezjalnej, a w 2019 został dyrektorem wydziału życia konsekrowanego kurii diecezjalnej w Ełku. W ełckim seminarium duchownym prowadził wykłady z patrystyki i zajęcia z łaciny, ponadto w latach 2010–2012 pełnił funkcję prefekta roku propedeutycznego, a w latach 2014–2019 ojca duchownego. Objął funkcję redaktora naczelnego czasopisma teologicznego „Studia Ełckie”.
24 września 2022 papież Franciszek mianował go biskupem pomocniczym diecezji ełckiej ze stolicą tytularną Hólar. Święcenia biskupie przyjął 29 października 2022 w katedrze św. Wojciecha w Ełku. Głównym konsekratorem był Jerzy Mazur, biskup diecezjalny ełcki, a współkonsekratorami arcybiskup Salvatore Pennacchio, nuncjusz apostolski w Polsce, i Józef Górzyński, arcybiskup metropolita warmiński. Jako zawołanie biskupie przyjął słowa „Gloria Deo propter omnia” (Chwała Bogu za wszystko), które przed śmiercią wypowiedział św. Jan Chryzostom.